# Reinhold F. Stumpf
Reinhold Felix Stumpf (auch Reinhold Konzett-Stumpf, * 28. September 1970 in Oberwart) ist ein österreichischer Autor.

## Leben und Werk
Stumpf wuchs im Südburgenland auf und studierte während seiner Berufstätigkeit in Wien Soziologie, Psychologie und Politikwissenschaften an der Fernuniversität in Hagen. Er lebt in Wien und im Südburgenland.
Nach einigen Drehbüchern für TV-Soaps begann er vorwiegend Theaterstücke für Kinder und Jugendliche zu schreiben. Daneben entstanden immer wieder abendfüllende Stücke für Erwachsene. Im April 2012 erschien sein erster Lyrik- und Prosaband Die Hand im Mund (edition lex liszt 12).
Stumpf ist Gründungs- und Vorstandsmitglied der Theaterinitiative Burgenland, eines Vereins, der sich – in enger Zusammenarbeit mit dem Offenen Haus Oberwart – um die Etablierung einer Bühne für zeitgenössische Dramatik im Burgenland bemüht. Er verfasste zusammen mit March Höld und Katharina Tiwald die Vorlage für die erste Produktion dieser Theaterinitiative, ein Theater-Triptychon mit dem Titel KeinFunkenLand.

## Auszeichnungen
- 2007 Preisträger im Rahmen des BEWAG-Literaturpreises
- 2011 Dramatikerstipendium des Theaterfestivals Luaga&Losna
- 2013 Literaturpreis der Burgenlandstiftung Theodor Kery
- 2013 Dramatikerstipendium des Bundes
- 2014 Dramatikerstipendium des Theaterfestivals Luaga&Losna

## Werke (Auswahl)
- 2008 Zeitlos Schön. Eine Soap-Opera für die Bühne. UA: 2008, Echoraum Wien, Regie: Yvonne Zahn
- 2009 Das Mädchen auf den Dächern. Ein Schauspiel über den Köpfen. UA: 2009, Dschungel Wien, Regie: Yvonne Zahn. Aufführungsrechte: Bühnenverlag Kaiser & Co., Wien
- 2010 Sommer(nachts)traum. Ein Bilderreigen für Kinder ab 3. UA: 2010, Dschungel Wien, Regie: Yvonne Zahn. Aufführungsrechte: Bühnenverlag Kaiser & Co., Wien
- 2010 Kamping.Theaterstück. UA: 2010, Offenes Haus Oberwart, Regie: Helmut Berger und Barbara Horvath
- 2012 Die Hand im Mund. Prosa und Lyrik. edition lex liszt 12, Oberwart
- 2012 Rosa Lee. Theaterstück. Aufführungsrechte: Bühnenverlag Kaiser & Co., Wien[4]
- 2013 Alice in der Wunderhörmaschine. UA: 2013, Szene Bunte Wähne (Horn), Regie: Yvonne Zahn
- 2014 KeinFunkenLand. Ein Theaterstück in drei Zeiten. Zusammen mit March Höld und Katharina Tiwald. UA: 31. Dezember 2014 im Offenen Haus Oberwart, Regie: Angelika Messner